# Antonio Neri
Antonio Neri (né le 29 février 1576 à Florence et mort en 1614 à Florence) est un maître-verrier italien, connu pour son habileté dans le travail du verre. Il est l'un des premiers qui aient écrit sur l'art du verrier.

## Biographie
Son père, Jacopo Neri, était un médecin florentin.
Antonio Neri a été ordonné prêtre en 1601. À Florence, il a vécu dans la maison d'Alamanno Bartolini. Il a voyagé à travers l'Italie, par exemple Murano, et aux Pays-Bas. Il a vécu d'environ 1604 à 1611 à Anvers où il résidait dans la maison du banquier portugais Emmanuel Ximenes (1564-1632).
Particulièrement versé dans l'art du verre, il en a donné les secrets dans son ouvrage L’ arte vetraria distinta in libri sette qui a connu diverses traductions.

## Publications
Son Arte vetraria, poème italien en sept chants publié à Florence en 1612, a été traduit en latin, en anglais, en allemand et en français. La plus ancienne traduction connue en français serait celle d'un manuscrit du maître-verrier Jean Bonhomme (ca. 1653-1655).

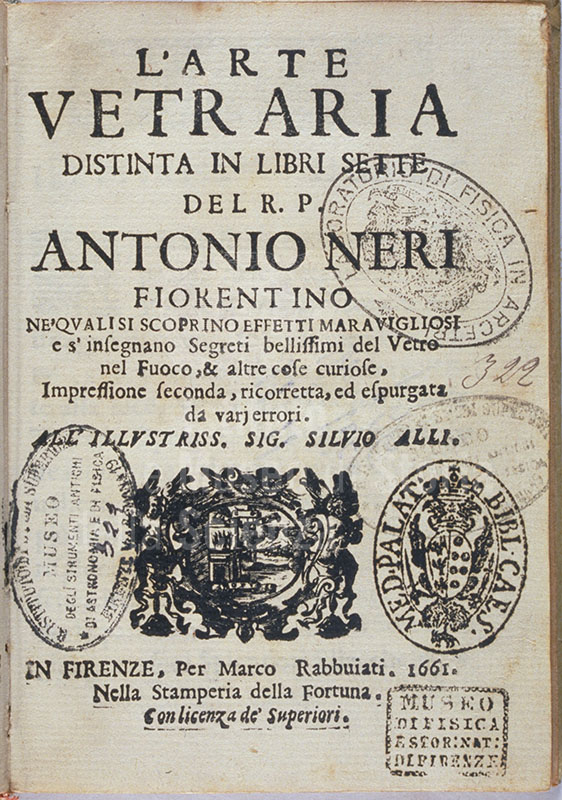
Frontispice de L'arte vetraria distinta in libri sette (1612).
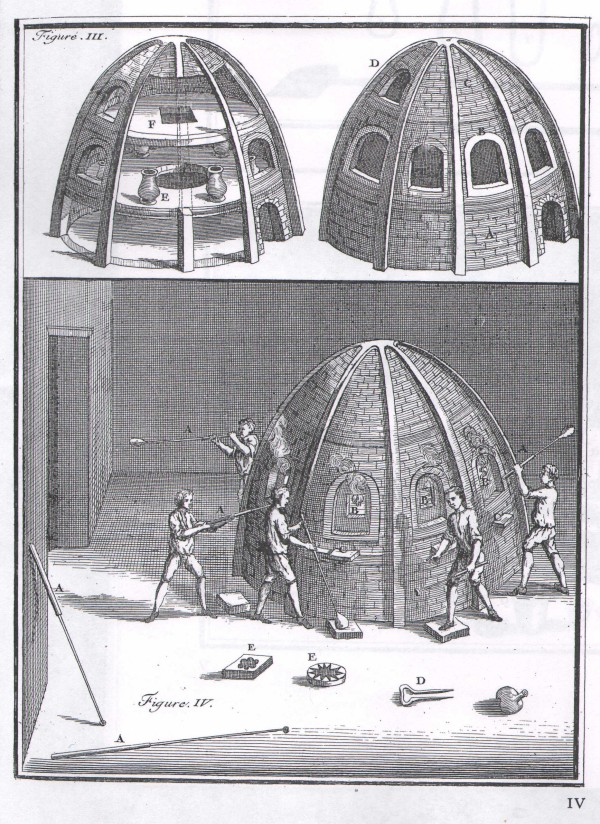
Gravure du livre L'arte vetraria (1612).